# Магадеев, Макарим Адгамович
Макарим Адгамович Магадеев (тат. Мәкәрим Әдһәм улы Мәһдиев, 23 декабря 1901, деревня Нижняя Ока Алькеевской волости Бугульминского уезда Самарской губернии (ныне — с. Нижнее Якеево Азнакаевского района Республики Татарстан — 10 июля 1938, Москва) — татарский актёр, режиссёр, театровед. Народный артист Башкирской АССР.

## Биография
Макарим Адгамович Магадеев родился 23 декабря 1901 года в деревне Нижняя Ока Алькеевской волости Бугульминского уезда Самарской губернии (ныне — с. Нижнее Якеево Азнакаевского района Республики Татарстан) в семье сельского муазина.
По национальности — татарин.
Учился в сельском медресе, Казанской татарской учительской школе, где приобщился к любительскому театру. В 1917—1921 годах участник различных передвижных антреприз, актёр красноармейского театра при политотделе 5-й Армии, Уфимского государственного татаро-башкирского показательного театра. В 1922—1926 годах учился в Центральном техникуме театрального искусства и одновременно работал в Московском татарском рабочем театре. С 1926 года по приглашению В. Г. Муртазина-Иманского — преподаватель и заведующий учебной частью театрального отделения Башкирского техникума искусств.
С 1930 года и до ареста (5.9.1937) — актёр, режиссёр, с 1933 года — художественный руководитель Башкирского академического театра драмы. Вошел в историю башкирского театра как «реформатор национальной сцены». Его перу принадлежат статьи на темы истории и эстетики башкирского национального театра.
Среди его наиболее известных работ, поставленных на сцене Башдрамтеатра ‑ «Овечий источник» Лопе де Вега, «Разбойники» и «Коварство и любовь» Фридриха Шиллера, «Ревизор» Николая Гоголя, «Без вины виноватые» Александра Островского, «Алатау», «Сибиряк Гильман» и «17-30» Афзала Тагирова, «В стране панов» и «Зимогоры» Сагита Мифтахова, «Портфель» Наки Исанбета, «Авангард» Валентина Катаева, «Платон Кречет» Александра Корнейчука и другие.
В сентябре 1937 года был арестован и обвинен по статьям 58-8 и 58-11 УК РСФСР (совершение террористических актов и деятельность, направленная к подготовке преступлений). 10 июля 1938 года был расстрелян в Москве. Место его захоронения неизвестно.
Реабилитирован в 1957.

## Семья
Жена — народная артистка СССР — Бикбулатова, Зайтуна Исламовна. Сын - Магадеев Лир.
Отец — Адгам Магадеев, муазин, репрессирован в 1930 году в город Магнитогорск, где погиб в ходе строительства города. Сестры — Хатифа, Хатима, младший брат — Фуат.